# LNFA Serie A 2015
La LNFA Serie A 2015 è stata la 21ª edizione del campionato di football americano di primo livello, organizzato dalla FEFA.

## Squadre partecipanti
| Club                 | Città                     | Stadio | Sponsor ufficiale | Risultato nella stagione 2014 |
| -------------------- | ------------------------- | ------ | ----------------- | ----------------------------- |
| Badalona Dracs       | Badalona                  |        |                   |                               |
| L'Hospitalet Pioners | L'Hospitalet de Llobregat |        |                   |                               |
| Mallorca Voltors     | Palma di Maiorca          |        |                   |                               |
| Osos de Rivas        | Rivas-Vaciamadrid         |        |                   |                               |
| Valencia Firebats    | Valencia                  |        |                   |                               |
| Valencia Giants      | Valencia                  |        |                   |                               |

## Stagione regolare

### Calendario

#### 1ª giornata
| 17 gennaio 2015 | Badalona Dracs | 54 – 14 | L'Hospitalet Pioners |  |

| 17 gennaio 2015 | Valencia Firebats | 40 – 20 | Valencia Giants |  |

| 17 gennaio 2015 | Osos de Rivas | 32 – 6 | Mallorca Voltors |  |

#### 2ª giornata
| 31 gennaio 2015 | Valencia Firebats | 28 – 25 | Badalona Dracs |  |

| 1º febbraio 2015 | Valencia Giants | 14 – 6 | Osos de Rivas |  |

| 1º febbraio 2015 | Mallorca Voltors | 0 – 27 | L'Hospitalet Pioners |  |

#### 3ª giornata
| 15 febbraio 2015 | Badalona Dracs | 25 – 22 | Valencia Giants |  |

| 15 febbraio 2015 | L'Hospitalet Pioners | 13 – 26 | Osos de Rivas |  |

| 15 febbraio 2015 | Mallorca Voltors | 0 – 59 | Valencia Firebats |  |

#### 4ª giornata
| 28 febbraio 2015 | Badalona Dracs | 59 – 0 | Mallorca Voltors |  |

| 28 febbraio 2015 | Osos de Rivas | 29 – 48 | Valencia Firebats |  |

| 28 febbraio 2015 | L'Hospitalet Pioners | 7 – 19 | Valencia Giants |  |

#### 5ª giornata
| 14 marzo 2015 | Valencia Firebats | 44 – 28 | L'Hospitalet Pioners |  |

| 14 marzo 2015 | Osos de Rivas | 17 – 14 | Badalona Dracs |  |

| 15 marzo 2015 | Valencia Giants | 47 – 0 | Mallorca Voltors |  |

#### 6ª giornata
| 28 marzo 2015 | Valencia Giants | 26 – 20 | Valencia Firebats |  |

| 28 marzo 2015 | L'Hospitalet Pioners | 0 – 48 | Badalona Dracs |  |

| 28 marzo 2015 | Mallorca Voltors | 6 – 30 | Osos de Rivas |  |

#### 7ª giornata
| 11 aprile 2015 | Badalona Dracs | 3 – 7 | Valencia Firebats |  |

| 11 aprile 2015 | Osos de Rivas | 27 – 14 | Valencia Giants |  |

| 11 aprile 2015 | L'Hospitalet Pioners | 41 – 8 | Mallorca Voltors |  |

#### 8ª giornata
| 25 aprile 2015 | Valencia Firebats | 34 – 0 | Mallorca Voltors |  |

| 25 aprile 2015 | Osos de Rivas | 22 – 15 | L'Hospitalet Pioners |  |

| 26 aprile 2015 | Valencia Giants | 0 – 14 | Badalona Dracs |  |

#### 9ª giornata
| 9 maggio 2015 | Valencia Firebats | 76 – 0 | Osos de Rivas |  |

| 10 maggio 2015 | Valencia Giants | 28 – 14 | L'Hospitalet Pioners |  |

| 10 maggio 2015 | Mallorca Voltors | 6 – 56 | Badalona Dracs |  |

#### 10ª giornata
| 23 maggio 2015 | L'Hospitalet Pioners | 0 – 47 | Valencia Firebats |  |

| 24 maggio 2015 | Badalona Dracs | 34 – 0 | Osos de Rivas |  |

| 24 maggio 2015 | Mallorca Voltors | 0 – 54 | Valencia Giants |  |

### Classifica
La classifica della regular season è la seguente:
- PCT = percentuale di vittorie, G = partite giocate, V = partite vinte,  P = partite perse, PF = punti fatti, PS = punti subiti

| Pos. | Squadra              | PCT  | G  | V | N | P  | PF  | PS  |
| ---- | -------------------- | ---- | -- | - | - | -- | --- | --- |
| 1    | Valencia Firebats    | .900 | 10 | 9 | 0 | 1  | 403 | 131 |
| 2    | Badalona Dracs       | .700 | 10 | 7 | 0 | 3  | 332 | 94  |
| 3    | Osos de Rivas        | .600 | 10 | 6 | 0 | 4  | 189 | 240 |
| 4    | Valencia Giants      | .600 | 10 | 6 | 0 | 4  | 244 | 153 |
| 5    | L'Hospitalet Pioners | .250 | 10 | 2 | 0 | 8  | 159 | 296 |
| 6    | Mallorca Voltors     | .000 | 10 | 0 | 0 | 10 | 26  | 439 |

## Playoff e Playout

### Tabellone
|  | Semifinali | Semifinali        | Semifinali |                |    | XXI Final de la LNFA | XXI Final de la LNFA | XXI Final de la LNFA |  |
|  |            |                   |            |                |    |                      |                      |                      |  |
|  | 1          | Valencia Firebats | 21         |                |    |                      |                      |                      |  |
|  | 1          | Valencia Firebats | 21         |                |    |                      |                      |                      |  |
|  | 4          | Valencia Giants   | 6          |                |    |                      |                      |                      |  |
|  | 4          | Valencia Giants   | 6          |                | 1  | Valencia Firebats    | 30                   |                      |  |
|  |            |                   |            |                | 1  | Valencia Firebats    | 30                   |                      |  |
|  |            |                   | 2          | Badalona Dracs | 20 |                      |                      |                      |  |
|  | 2          | Badalona Dracs    | 2          | Badalona Dracs | 20 | 42                   |                      |                      |  |
|  | 2          | Badalona Dracs    |            |                |    |                      |                      |                      |  |
|  | 3          | Osos de Rivas     | 6          |                |    |                      |                      |                      |  |

### Semifinali
| 6 giugno 2015 | Valencia Firebats | 21 – 6 | Valencia Giants |  |

| 7 giugno 2015 | Badalona Dracs | 42 – 6 | Osos de Rivas |  |

### XXI Final de la LNFA
| 20 giugno 2015 | Valencia Firebats | 30 – 20 | Badalona Dracs |  |

## XXI Final de la LNFA

### Spareggio retrocessione
| Barcellona 13 giugno 2015, ore 17:00 | L'Hospitalet Pioners | 35 – 54 referto | Barberá Rookies | Estadi Municipal Joan Serrahima |

## Verdetti
- Valencia Firebats Campioni della Spagna 2015